# Khaled el-Hassani ben el-Hachemi
Khaled El-Hassani Ben El-Hachemi Ibn Hadj Abdelkader, dit émir Khaled, est le petit-fils de l'émir Abd El-Kader et le fils de l'émir El Hachemi. Il est né à Damas le 20 février 1875 et mort le 12 juin 1936 à Damas. Il fut l'instigateur d'un mouvement politique appelé khalédisme qui, entre 1919 et 1923, donna de l'espoir à un grand nombre d'Algériens qui vit dans ce mouvement une première formulation du nationalisme. Il fut président d'honneur de l'association de l'Étoile nord-africaine (ENA), à la demande de Messali Hadj.

## Biographie
Né le 20 février 1875 à Damas, l'émir Khaled y passe toute son enfance. Et ce n'est qu'en 1892 que sa famille part s'installer en Algérie, il a alors 17 ans. Il est envoyé en France au lycée Louis-Le-Grand, puis à l'école militaire de Saint-Cyr en 1893. Mais il quitte l'École avant de terminer ses études, et se rend à Alger, pour rejoindre son père malade. Toute la famille sera alors installée en résidence forcée à Bou-Saada.
En 1896 l'émir Khaled reprend ses études à Saint-Cyr y obtient son grade de sous-lieutenant en 1897. Il refuse de se naturaliser français et reste officier à titre indigène. En 1897, il est envoyé comme sous-lieutenant au régiment des spahis de Médéa puis au 5e Chasseurs d'Afrique à Mustapha (Alger) où il reste sept ans.
Une note de 1900 des affaires indigènes qui le surveillaient de près indique qu’il avait demandé à être nommé agha et avait essuyé un refus.
En 1904, à sa demande, il intègre le régiment des spahis et il est envoyé en 1907 au Maroc où il participe à la campagne de pacification contre des rebelles marocains. Il est alors promu capitaine en 1908, pour sa brillante conduite. Une pension annuelle de 2800 F lui fut accordée sur le à laquelle s’ajoutait à la pension qu’il recevait comme tous les autres descendants d’Abd el-Kader.
Il démissionne de l'armée en 1910, à la suite de nombreux conflits avec les autorités françaises et ses interventions politiques au Maroc dans le conflit entre le sultan Abdelaziz et le prétendant Moulay Abdelhafid. Puis il revient sur sa démission en 1911.
Il est fait Chevalier de la Légion d'Honneur le 10 avril 1913, avec traitement annuel de 250 francs, puis promu Officier le 20 janvier 1915.
Pendant la Première Guerre mondiale, il sert comme capitaine dans le Régiment de spahis auxiliaires algériens, commandé par le colonel du Jonchay.

## Carrière politique
Il se rapproche du mouvement des Jeunes-Algériens. Il se rend à Paris pour une tournée de conférences sur la condition politique et sociale des musulmans algériens. Il y défend le programme des Jeunes-Algériens (suppression de l'indigénat, représentation politique des indigènes, l’emploi de la main-d’œuvre indigène en France et sa protection): « Nous sommes les fils d’une race qui a eu son passé, sa grandeur et qui n’est pas une race inférieure. Elle prouverait cependant une grande incapacité de jugement en refusant de s’engager dans les voies d’avenir que vous lui ouvrez. Mais elle ne refuse pas de le faire ». Et, citant son grand-père Abd el-Kader, il disait: « Quand nous pouvions croire notre histoire terminée, elle recommençait avec vous Français, comme la vôtre au temps de vos ancêtres Gaulois recommença avec Rome».
À la veille de la première guerre mondiale, le décret du 3 février 1912, établit le service militaire obligatoire par tirage au sort d'un certain nombre d’Indigènes algériens. La presse indigène s'empare alors du sujet pour réclamer en contrepartie la citoyenneté pour l’indigène algérien. L'émir Khaled déclarait alors «très raisonnablement des droits pour ceux qui ont accepté tous les devoirs y compris l’impôt du sang», et concluait: « Instruisez-nous, assistez-nous comme vous pouvez le faire en temps de paix. Associez-nous à votre prospérité et à votre justice. Nous serons avec vous aux heures du danger ».
Khaled devient un adversaire des élus administratifs musulmans (les Béni-oui-oui) : « Nos soi-disant représentants sont en réalité faits pour contrecarrer nos revendications légitimes et servir leurs intérêts personnels, tandis que les Jeunes-Algériens indépendants et désintéressés représentent bel et bien l’opinion publique indigène ».
L'émir Khaled sera mobilisé en 1914 et participe à la Première Guerre mondiale aux côtés des Français. Après dix-huit mois de front, il est évacué fin 1916 à Alger pour tuberculose pulmonaire, où Il reprend ses activités politiques avec les Jeunes-Algériens.
En 1917, il épouse sa seconde femme, la petite-fille du Bachagha de Mascara Ould Cadi, et se rend à Paris au Congrès de la Ligue des Droits de l’Homme. Le Congrès de novembre 1916 avait proclamé que le futur traité de paix devrait consacrer « le droit des peuples à disposer d’eux-mêmes » et ce thème était déjà utilisé par les premiers nationalistes tunisiens. Le Congrès de 1917, examina alors la question algérienne, et se prononça pour la naturalisation dans le statut personnel musulman des anciens militaires algériens, pour leur participation à l’élection des députés et sénateurs et le droit d’être eux-mêmes élus, et enfin pour l’instruction obligatoire des deux sexes. Au cours de ce Congrès, Jean Mélia (chef de cabinet du gouverneur général de l'Algérie) fit applaudir «le labeur inlassable du Docteur Benthami» et « l’action glorieuse du capitaine Émir Khaled », «très nobles et très purs héros», les deux têtes de file des Jeunes-Algériens. Jean Mélia proposa également au Congrès un projet favorable à l’institution d’un régime de droit commun pour les musulmans, mais opposé à toute naturalisation qui maintiendrait le statut personnel musulman. Ce projet n’eut pas une seule voix et J. Mélia devant l’hostilité des congressistes dut renoncer à terminer son discours. Ce Congrès exerça une forte influence sur Khaled, le persuadant que le monde politique français était prêt à accepter l’octroi d’une représentation parlementaire aux musulmans, sans leur demander de renoncer à leur statut personnel musulman.
Khaled prend sa retraite en 1919. Il est alors considéré comme le chef du mouvement des Jeunes Algériens, et un dangereux porte-parole du nationalisme musulman naissant. Il adresse une motion au président américain Woodrow Wilson pour faire pression sur la France en janvier de la même année, mettant en avant le thème du « droit des peuples à disposer d’eux-mêmes ».
Il triomphe aux élections municipales indigènes d'Alger du 30 novembre 1919. Il est accusé par les colons d'avoir porté sa propagande sur "un terrain religieux et national". L'émir Khaled avait une influence considérable sur les musulmans. Son succès retentissant a "frappé les imaginations lui donnant une notoriété considérable dans les trois départements. On a évoqué a cette occasion les exploits du grand-père l'émir Abdelkader" selon le rapport du gouvernement général. Il est élu aux élections du Conseil Général du 1er février 1920 et aux élections de la Délégation financière du 18 avril 1920. Il demande entre autres que les musulmans aient leurs représentants à la Chambre et au Sénat. L'émir Khaled est vite accusé d'agitation politique démagogique et d'être le « chef du fanatisme religieux ». Il prenait des allures de chef religieux, il dirigeait des prières publiques, réconciliait des familles notables opposées et au village d’Abbo (Sidi-Daoud), à la fête annuelle de Sidi Amar Chérif, il prêcha l’union et la concorde devant plus de 8000 pèlerins.
En juin 1919, Khaled définissait dans le journal l’Ikdam « les vœux des indigènes »: « suppression des lois d’exception -code de l'indigénat-, des communes mixtes et des territoires militaires, rattachement pur et simple des trois départements algériens à la métropole»; il revendiquait en leur nom une représentation dans les Chambres françaises, l’accession des indigènes à la qualité de citoyens français pour une catégorie à déterminer, mais dans le respect du statut personnel musulman. Khaled rejetait l’assimilation absolue : à son ami Jean Mélia qui faisait campagne pour une assimilation totale des indigènes algériens et un nouveau décret Crémieux pour eux, Khaled répondait que c’était une utopie: « La masse n’en veut pas. L’indigène n’acceptera pas la qualité de citoyen français dans un statut autre que le sien pour une raison d’ordre essentiellement religieux. La France ne décrétera jamais cette naturalisation en masse dans la crainte, injustifiée, de voir l’élément européen submergé par 5 millions d’indigènes».
Le général Lyautey suspectait Khaled depuis 1908. Il écrivait le 4 mars 1920 : « Je connais trop Khaled pour ne pas savoir quel péril il représente personnellement», et le 6 mai 1922: « Je me méfie de ce lapin-là comme du feu ».
En 1920, l'émir Khaled comprend qu'il n'obtiendra rien à partir d'Alger et décide de se rendre à Paris où il demande aux sénateurs de ne pas voter la loi sur l'indigénat. Mais sa requête est vaine.

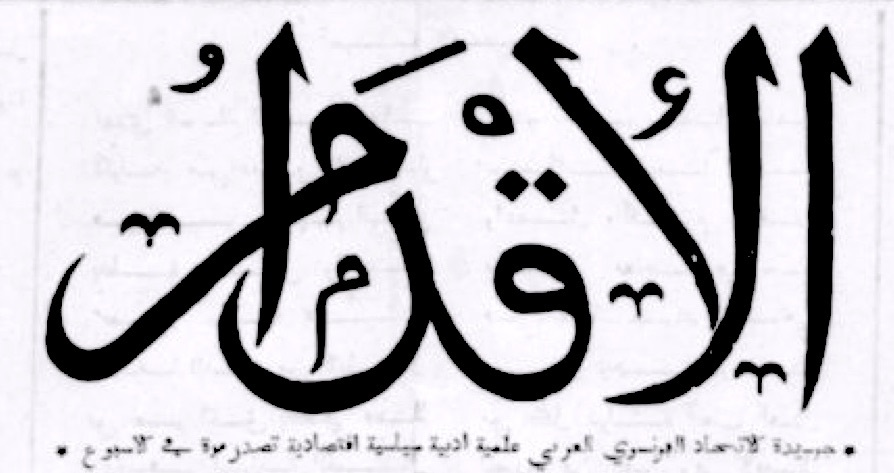
Logo du journal L'Ikdam.

L'émir Khaled écrit également dans l’édition arabe du journal L'Ikdam: organe de défense des intérêts politiques et économiques des Musulmans de l'Afrique du Nord (de juillet 1921 à avril 1923 une édition en arabe a paru en p. 3 et 4 sous le titre de : "Iqdām (Al-). Ǧarīdat al-ittiḥād al-frānsāwī al-'arabī") dans lequel il luttera contre l'administration et la presse coloniale.
En 1922, il prononce un discours, qui eut un grand retentissement, devant le président de la République française Alexandre Millerand en visite à Alger, dans lequel il demanda des représentants directs des musulmans au Parlement à la suite de leur engagement aux côtés des français à la Première Guerre mondiale. Ce discours pourtant modéré sera déclaré "anti-français", bolchevique et une preuve de l'agitation nationaliste musulmane.
En 1921 et 1922, l'Emir Khaled et ses amis démissionnent de leur postes d'élus, affirmant l'impossibilité des musulmans à faire entendre leurs voix légalement.
La condition première du succès pour l'Emir Khaled était l'union et l'unité, et c'est pourquoi il se rendit dans de nombreuses villes à l'intérieur du pays où il fit des meetings rassemblant des milliers de personnes, ce qui était une nouveauté pour l'époque. Il se rendit en Kabylie en avril 1922, où il prit la parole devant plus de 8 000 personnes. À Biskra, où après un discours de l'Emir, la population musulmane rassemblée au nombre de 3000 à la mairie vota une motion demandant incessamment aux pouvoirs publics la représentation des indigènes Algériens au Parlement.
En août 1923, il est exilé en Égypte "se voyant pourchassé par ses adversaires, trahi par une partie de l'élite musulmane". En effet, l'administration Française avait donné à l'Emir deux choix: "ou l'internement administratif  dans un poste de l'extrême sud ou le départ volontaire de l'Algérie". Belghoul, ami, confident et porte-parole de l'Emir Khaled, raconte ses conditions de départ : "Le gouverneur général convoqua l'Emir, le somma de renoncer à sa politique d'agitation et  de choisir entre une retraite dorée et des sanctions sévères. Pour l'influencer, le gouvernement lui montra une pétition signée par des notables qui demandaient son arrestation. Khaled affirma son intention d'informer le peuple. Il fut pratiquement mis en état d'arrestation; les policiers le raccompagnèrent à son domicile. La nuit suivante, il prit avec sa famille le chemin de l'exil. La population apprit avec stupeur son arrivée à Alexandrie". L'Emir Khaled devint ainsi un héros aux yeux de la population. Son départ plongea par contre ses amis dans un grand désespoir et ils en voulurent à l’Émir de les avoir abandonnés.
En juillet 1924, l’Émir Khaled s'exile un temps à Paris et prononce quelques conférences. Il se rapprocha du parti communiste, écrivit quelques articles dans L’Humanité, Il s’affirmait comme seul représentant de l’Algérie musulmane: «vouloir me contester la qualité de mandataire des indigènes algériens, c’est chercher à intercepter les rayons du soleil au moyen d’un crible!» Cette mégalomanie lui fut politiquement fatale. Il sera condamné à cinq ans de prison par le tribunal consulaire français d’Alexandrie.
Il  adressa également une lettre en tant que représentant de l'Algérie au congrès musulman où il insistait sur la nécessité de réunir le congrès islamique.
En 1926, il s'exile définitivement en Syrie où il meurt en 1936 .
En 1926, l'émir Khaled est fait président d'honneur du parti l'Étoile nord-africaine.

## Programme revendiqué par le mouvement pour l'égalité ou la réforme
En 1924, le mythe de la gauche est encore grand, alors avec l'arrivée du nouveau président du conseil Édouard Herriot au pouvoir, l'Emir Khaled lui envoie une correspondance dans laquelle il exprime ce qu'il appelle le "programme de nos revendications fondamentales" :
- Représentation au Parlement  à portion égale des Algériens et des colons
- Suppression pleine et entière des lois et mesures d'exception, des tribunaux de répression, des cours criminelles et de la surveillance administratives des Algériens avec application pure et simple du droit commun
- Mêmes charges et mêmes droits que les Français en ce qui concerne le service militaire
- Accession pour les Algériens à tous les grades civiles et militaires sans autres distinctions que le mérite et les capacités personnelles
- Application intégrale aux Algériens de la loi sur l’instruction obligatoire, avec liberté de l'enseignement
- liberté de presse et d'association
- Application au culte musulman de la loi de séparation des Églises et de l'État
- Amnistie générale
- Application aux Algériens des lois sociales et ouvrières
- Liberté absolue pour les ouvriers Algériens de toute catégorie de se rendre en France[2],[13],[14],[15]

## Écrits
- Lettre au président Wilson : et autres textes, Éditions ANEP, 2005, 77 p. Préface de Abdelaziz Bouteflika.

## Vidéographie
- Frères d'armes - Emir Khaled, série Frères d'armes, film-portrait raconté par Rachida Brakni, co-réalisé par Pascal Blanchard et Rachid Bouchareb, 2016, 2 minutes. [voir en ligne]

## Distinction
- Légion d'Honneur : Chevalier (1913), Officier (1915)[4]